# Jaromír Rašín
Jaromír Rašín (25. května 1891 Žiželice – 1951 Hvar) byl právník, překladatel, básník, spisovatel a bibliofil.

## Život
Byl synovcem politika Aloise Rašína. Měl právnické vzdělání, napsal několik knih básní a povídek, živil se také jako překladatel ze starořečtiny a latiny. Úspěšně vedl druhý největší pojišťovací ústav v zemi a jako kulturní nadšenec bohatě podporoval a financoval aktivity v oblasti umění (stavitelství, bibliofilství, sběratelství knih či včelařství). Výstřední byl na tu dobu i jeho přístup k práci – jako generální ředitel končil v pojišťovně už ve 14 hodin a poté odjížděl na svůj statek v Polabí, kde nacházel oddech a tříbil myšlenky. Po podepsání Mnichovské dohody emigroval do Jugoslávie, kde také zemřel roku 1951 ve své vile na ostrově Hvar.

## Knihy
- Duše ženy (1927) [3]
- Homérova Žabomyší vojna (1928) [4]
- Pohádka mládí 1928
- Východ slunce (1928) [5]
- Sláva strojů a měst 1929
- Včely a lidé 1928
- Legenda o Marii Egyptské 1937
- Výbor z díla 1928
- Kleopatra 1928
- Východ slunce 1928
- Života krajíc 1937
- Duše ženy 1927
- Schopenhauer básníkem 1928